# Derecho informático
El derecho informático  o derecho de la informática es un conjunto de principios y normas que regulan los efectos jurídicos de la relación entre el derecho y la informática.
Esta actividad involucra aquello referente a la contratación informática, delitos  cometidos mediante su uso, relaciones laborales a que ella da lugar, litigios sobre la propiedad de programas o datos, etcétera.

## Terminología
El término Derecho Informático (Rechtsinformatik) fue acuñado por el Dr. Wilhelm Steinmüller, académico de la Universidad de Ratisbona de Alemania, en los años 1970. Sin embargo, no es un término unívoco, pues también se han buscado una serie de términos como Derecho Telemático, Derecho de las Nuevas Tecnologías, Derecho de las Tecnologías de la Información y las Comunicaciones, Derecho de la Sociedad de la Información, Iuscibernética, Derecho Tecnológico, Derecho del Ciberespacio, Derecho de Internet y Derecho Digital.

## Surgimiento del derecho informático
Los conceptos de tecnología y sociedad de información son antecedentes necesarios del derecho informático, con la finalidad de regular el comportamiento en un ámbito tecnológico. Actualmente el derecho informático no es muy específico en sí, sino que lo abordan las materias de derecho penal, derecho civil y derecho comercial. 
Desde la aparición de la computación como un fenómeno, ésta ha sido benéfica en las distintas áreas de la ciencia y la cultura, debido a las TICs quienes producen los intercambios de información. Sin embargo, la aparición de actos delictivos a través de la informática ha devenido en la creación de esta rama del derecho.
En derecho penal se afronta un reto en cuanto la sanción y clasificación de los delitos, ya que el delito se define como una conducta que es sancionada por las leyes de defensa social. No obstante, debido a su novedad, el derecho aún no prevé muchos actos informáticos ilegales como delitos o el castigo por la misma causa.

## Derecho Informático dentro de las demás ramas del derecho
El derecho informático cuenta, al igual que las demás ramas de derecho, con sentencias de tribunales y razonamientos de teóricos del derecho. Las fuentes del derecho informático afectan a las ramas tradicionales del derecho:
En el Derecho Público
- Derecho de acceso universal a Internet
- Flujo internacional de datos informatizados
- Protección de datos
- Libertad informática (defensa frente a eventuales agresiones)
- Delitos informáticos (tienden a crear un ámbito propio del Derecho Penal)

En derecho privado
- Contratos informáticos (hardware, software)
- Protección jurídica de los programas de ordenador

Lo que aún se discute en la actualidad es si este derecho es una nueva disciplina o es una serie de normas dispersas que engloba a varias disciplinas.

## Autonomía del Derecho Informático
El Derecho Informático afecta a distintas disciplinas dentro del Derecho. Este hecho, suscita un debate teórico sobre si estamos ante una nueva disciplina jurídica o si, por el contrario, se trata de un sector de normas dispersas pertenecientes a diferentes disciplinas jurídicas. 
Para poder hablar de autonomía de una rama del derecho se precisa la existencia de una legislación específica (campo normativo), un estudio particularizado de la materia (campo docente), investigaciones y doctrinas que traten la materia (campo científico) e instituciones propias que no se encuentren en otras áreas del derecho (campo institucional), con la finalidad de que se dé un tratamiento específico de estos conocimientos determinados.
Una parte de los autores defienden que en el Derecho Informático existe legislación específica basada en leyes, tratados y convenios, que protegen al campo informático con la finalidad del control y aplicación lícita de los instrumentos informáticos (campo normativo). Dispone, además, de instituciones propias que no se encuentren en otras áreas del Derecho (campo institucional) tales como el contrato informático, el documento electrónico, el comercio electrónico, delitos informáticos, firmas digitales, habeas data, libertad informática, entre otras, que llevan a la necesidad de un estudio particularizado de la materia (campo docente), dando como resultado la investigaciones, doctrinas que traten la materia (campo científico). Es, por tanto, un Derecho autónomo con instituciones propias que se encarga de brindar soluciones legales a los problemas planteados por el avance científico en el ámbito de su competencia. 
De otro lado, se sostiene la postura que anula la autonomía del Derecho Informático desde el punto de vista de que en cada rama jurídica la actividad informática se encuentra presente, rechazando así la integración de normas en un cuerpo aislado. Niega la autonomía del Derecho Informático en virtud de que no existe claridad respecto a su área jurídica de influencia; es decir, como el Derecho Informático tiene relación con otras disciplinas jurídicas como el derecho civil, penal, laboral, administrativo, etc., y es a través del espectro normativo de estas la forma en que pueden incluirse las conductas y problemáticas jurídicas del impacto tecnológico. Por último, esta corriente argumenta la falta de autonomía del Derecho Informático en virtud de su constante y necesaria recurrencia a los principios jurídicos de otra rama para la solución de los casos concretos.

## Formas de vinculación de la ciencia jurídica
- El derecho informático abarca las ciencias jurídicas que se encarga de observar el comportamiento en el ámbito informático que afecte a la sociedad; por eso se necesita una correcta implementación y regularlos adecuadamente.[5]
- La informática legal es el estudio y análisis jurídico que la ciencia jurídica debe realizar para su aplicación correcta, y esto se define como el conjunto de técnicas destinadas al tratamiento lógico.
- La informática jurídica existe para modernizar el derecho según la forma en que avance la tecnología.

## Sociedad Civil en Derecho y Nuevas Tecnologías en América Latina
- La Federación Iberoamericana de Asociaciones de Derecho e Informática (FIADI]) es una de las ONG pioneras en la región en la promoción, estudio y desarrollo de la Informática Jurídica y el Derecho Informático y fue fundada en el año 1984 con ocasión del I Congreso Iberoamericano de Informática Jurídica, celebrado en Santo Domingo, República Dominicana.

- Casi coetáneamente con la anterior nace el Instituto Latinoamericano de Alta Tecnología, Informática y Derecho (ILATID), organización que desde 1984 reúne en los países de América Latina y el Caribe a profesionales del Derecho que cooperan en proyectos de investigación y desarrollo conexos con aspectos legales de las Tecnologías de la Información y las Comunicaciones.

- Alfa-Redi, establecida en 1998 es una organización de la Sociedad Civil, de base en Latinoamérica, dedicada investigación, discusión, formulación de propuestas y acción en temas de Políticas de Sociedad de la Información. Asimismo es parte de la labor de Alfa-Redi la formación y capacitación en estas temáticas.

- La Academia Mexicana de Derecho Informático, A.C. (AMDI), es la primera Asociación Civil en México conformada por abogados, informáticos y académicos interesados en el derecho informático. Es el primer organismo en México dedicado al estudio, fomento y difusión de los aspectos jurídicos relacionados con el internet, el comercio electrónico y las tecnologías de la información y comunicación. Fue constituida en el año 2001 en Monterrey, Nuevo León. Actualmente tiene su base en la Ciudad de México.

- La Academia Multidisciplinaria de Derecho y Tecnologías (AMDETIC),[6] miembro fundador de la FIADI y establecida en el año de 1984 bajo el nombre de Academia Multidisciplinaria de Derecho e Informática, fue refundada como un asociación civil en el año 2015. Tiene su base en México y dentro de sus objetivos está aportar a la construcción, diseño, ejecución y seguimiento de políticas públicas en materia de tecnologías de la información y la comunicación.

- La Red Iberoamericana ElDerechoInformático.com  Nace en el año 2009, con base en Argentina, genera una Red Iberoamericana de Corresponsales que procura difundir el estudio y ser un centro de información de la temática y afines. Publica una Revista Digital Gratuita que se edita 3/4 veces por año, y dicta un posgrado en derecho informático, bajo la Dirección del Abog. Guillermo M. Zamora, con certificación de la Universidad Nacional de la Patagonia San Juan Bosco de la República Argentina desde el año 2010 hasta junio del 2015 y desde julio del 2015 hasta la Actualidad con certificación de la Universidad Nacional de Río Negro de la República Argentina. Posee corresponsales en Brasil, México, Ecuador, Chile, Uruguay, Colombia, Nicaragua, Guatemala y España.-

## Publicaciones periódicas
Publicaciones periódicas, por orden de aparición:
- Revista Iberoamericana de Derecho e Informática, fundada en 1992 por Valentín Carrascosa López (UNED, España)
- Revista Derecho y Nuevas Tecnologías, fundada en febrero de 1999 por Pablo A. Palazzi, y publicada por Editorial ADHOC
- Revista Derecho y Tecnología, fundada el 2002 por Mariliana Rico Carrillo (Universidad Católica del Táchira, Venezuela)
- Revista Chilena de Derecho Informático, fundada el 2002 por Carlos Reusser Monsálvez (Universidad de Chile, Chile)
- Revista de Derecho, Comunicaciones y Nuevas Tecnologías, fundada el 2005 por Nelson Remolina Angarita (Universidad de los Andes, Colombia).
- Revista Digital ElDerechoInformatico.com, fundada el 2010 por Guillermo M. Zamora (Argentina)
- Revista Chilena de Derecho y Tecnología, fundada el 2012 por Daniel Álvarez Valenzuela (Universidad de Chile, Chile)

## Difusiones periódicas
Difusiones periódicas, por orden de aparición:
- El Programa de Televisión Abogado Digital, creado en 2015 por Joel A. Gómez Treviño (Academia Mexicana de Derecho Informático, A.C. (AMDI), México).

## Programas de postgrado y postítulo
En cuanto a estudios formales de la disciplina en Iberoamérica, el pionero fue el desaparecido máster en Informática y Derecho (1994-2004) de la Universidad Complutense de Madrid, liderado por Emilio Suñe Llinás.
Desde más de 10 años, la Universidad París-Sur con el Instituto de Derecho del Espacio y de las Telecomunicaciones (IDEST) proponen un máster 2 en Derecho de Actividades Espaciales y de Telecomunicaciones. Este máster es sostenido por numerosas empresas del sector de las telecomunicaciones y espacial.
Más tarde, en 2007, la Universidad de Cuenca (Ecuador) inició una Maestría de Derecho Informático mención en Comercio Electrónico y la siguió la Universidad de la Américas-UDLA (Ecuador) y el CETID con la Universidad de Cuenca (Ecuador) con una Maestría en Derecho Informático, mención en Comercio Electrónico. 
En México el posgrado pionero en esta materia es el de INFOTEC, denominado Maestría en Derecho de las Tecnologías de la Información y Comunicación (MDTIC), creada con el apoyo del grupo consultor de Lex Informática Abogados, S.C. y el Instituto de Investigaciones Jurídicas de la UNAM. La Universidad Panamericana Campus Aguascalientes cuenta con un programa similar, la Maestría en Derecho de la Propiedad Industrial, Derechos de Autor y Nuevas Tecnologías.
El Diplomado en Derecho de las Tecnologías de la Información y Comunicación que se imparte totalmente en línea con opción a obtener la Certificación de "Abogado Digital" es el que ofrece desde 2018 la Academia Mexicana de Derecho Informático, A.C. (AMDI).
Destacan a nivel internacional el Advanced Master of Laws (LL.M.) in Information & Communications Technology Law de la Universidad Católica de Lovaina (Bélgica), el Máster Universitario en Derecho de las Nuevas Tecnologías de la Universidad Pablo de Olavide, de Sevilla (España), el Máster en Derecho de las Telecomunicaciones y Tecnologías de la Información de la Universidad Carlos III de Madrid (España), el Master in Diritto delle Nuove Tecnologie e Informática Giuridica de la Universidad de Bolonia (Italia), el Master of Laws in Information and Communication Technology Law de la Universidad de Oslo (Noruega), el Master of Law and IT de la Universidad de Estocolmo (Suecia), entre otros.
Como programas de postítulo y/o especialización, la Pontificia Universidad Católica Argentina Santa María de los Buenos Aires (UCA) estableció en forma pionera en 1997 una Especialización en Derecho de Alta Tecnología; la Universidad de Chile ofrece desde 2003 un Magíster y Diplomados en Derecho de la Informática y de las Telecomunicaciones y la Universidad Externado de Colombia, en asociación con la Universidad Complutense de Madrid, ofrece desde el 2007 un programa de especialización y de Maestría en Derecho Informático y de las Nuevas Tecnologías desde el año 2015.

## Situaciones en las que entra el derecho informático
Para algunos ejemplos de situaciones en las que se haga uso del derecho informático son:
- La disposición de un bien, sin el consentimiento del propietario del mismo, realizada mediante equipos informáticos.
- El apoderamiento de información contenida en registros electrónicos.
- Destrucción de la información

## Regulación

### Perú
En Perú el derecho informático está en pleno desarrollo, actualmente a consecuencia de la utilización de las TIC y la aplicación del Gobierno Electrónico por parte de los organismos públicos, ha dado lugar a que muchos profesionales se interesen por especializare en esta rama del Derecho.
Asimismo recientemente se ha incluido en el Código Penal Peruano la tipificación de los delitos informáticos.
Asimismo dentro de la estructura orgánica del Estado Peruano, existe La Secretaría de Gobierno Digital (SeGDi) quien es la encargada de: formular y proponer políticas nacionales y sectoriales, planes nacionales, normas, lineamientos y estrategias en materia de Informática y Gobierno Electrónico. Asimismo, es el órgano rector del Sistema Nacional de Informática y brinda asistencia técnica en la implementación de los procesos de innovación tecnológica para la modernización del Estado en coordinación con la Secretaría de Gestión Pública.

### Estados Unidos
En Estados Unidos, se ha creado la Agencia de Seguridad de Infraestructura y Ciberseguridad (CISA) para responder y proteger contra amenazas relacionadas con la ciberseguridad. Estas amenazas incluyen ataques de intermediario, ataques de phishing, ataques de autenticación y ataques de malware.

## Campos de estudio
- Acceso a la información
- Acceso a las TIC
- Administración de Justicia y Nuevas Tecnologías.
- Banca y dinero digital
- Censura en Internet y libertad de Expresión online
- Ciberespacio
- Comercio electrónico
- Contratos informáticos
- Compras públicas mediante el uso de las NTIC
- Correo electrónico
- Defensa del consumidor
- Delitos informáticos
- Derecho en la Era Digital
- Derecho de las Telecomunicaciones
- Derecho Internacional[10]
- Derecho Laboral e Informática. Teletrabajo.
- Documento Electrónico, mensajes de datos, EDI y Factura Electrónica
- Editoriales en línea de Derecho.
- E-government
- e-Learning del Derecho y Nuevas Tecnologías
- Firma electrónica
- Hábeas data
- Impuestos e Internet
- Informática Jurídica
- Informática Legal
- Manifestación de la Voluntad por Medios Electrónicos
- Medidas Cautelares sobre Equipos Informáticos
- Nombres de Dominio y Direcciones IP
- Notas Bibliográficas y de Eventos
- Notificación por Medios Electrónicos
- Privacidad
- Protección de datos
- Profesionales del Derecho en la Era Digital
- Propiedad Intelectual y Propiedad Industrial e Internet
- Programas: Software Jurídico. Bases de datos y Gestión de Bufetes
- Protección de Datos de Carácter Personal
- Publicidad e Internet
- Relación entre el Derecho y la Informática
- Seguridad informática
- Sociedad civil e Internet
- Sociedad de la información
- Software libre
- Telefonía y Voz sobre IP
- Telemática
- Wireless Application Protocolo (WAP)